# 菲比·托金
菲比·托金（英語：Phoebe Tonkin，1989年7月12日—）是澳洲女演員及模特兒。2012年8月，她加入其好友克莱尔·霍尔特並在美國CW電視網的熱播電視劇《吸血鬼日记》飾演一名狼人Hayley，迅速成名。托金在2013年出演《吸血鬼日记》的衍生劇《始祖家族》。

## 外部連結
- 菲比·托金在互联网电影资料库（IMDb）上的資料（英文）